# ノドグロカイツブリ
ノドグロカイツブリ（喉黒鳰） （学名：Tachybaptus novaehollandiae）は、カイツブリ目カイツブリ科に分類される鳥類の一種。

## 分布
オーストラリア、ニュージーランド、およびその周辺地域

## 形態
特徴は写真参照。

## 生態
潜水をして、水中の小動物を捕食する。

## 絶滅危惧評価
- LEAST CONCERN (IUCN Red List Ver. 3.1 (2001))
[1]

## 参照・注釈
1. ↑  Tachybaptus novaehollandiae  (Species Factsheet by BirdLife International)